# 시오노야 사야카
시오노야 사야카(일본어: 塩ノ谷 早耶香, 1994년 3월 12일 ~ )는 일본의 여성 가수이다.
후쿠오카현 기타큐슈시 출신. LDH 소속.

## 내력
2011년, LDH 주최 《EXILE Presents VOCAL BATTLE AUDITION 3 ~For Girls~》에 참가. 약 3만 명 중에서, Flower 보컬 부문의 파이널리스트가 되지만 낙선. 그 후, EXPG 후쿠오카교에 다니기 시작한다.
2012년, 킹레코드 창업 80주년 기념 전국 오디션 《KING RECORDS Presents Dream Vocal Audition》에 참가. 응모 총 수 1만 팀 이상의 후보자 중에서 파이널리스트 15팀에 남아, 5월 26일에 아카사카 BLITZ에서 개최된 최종 심사에서, 3개의 그랑프리 중 하나인 〈Dream Vocalist Loved by ViVi〉를 수상한다. 8월, 홀로 상경. 10월 13일, 사이타마 수퍼 아레나에서 개최된 도쿄 걸즈 컬렉션에서는, 일본 전국에서 개최된 오디션의 그랑프리 수상자 중에서, 가장 주목하는 차세대 아티스트로서 〈TGC 2012 A/W THE BEST VOCAL AUDITION〉에 선출되어, 데뷔 전이었지만 3만 명 앞에서 노래한다.
2013년 1월 23일, 싱글 〈Dear Heaven〉으로 메이저 데뷔.

## 음반 목록

### 싱글
|   | 발매일          | 타이틀                                          | 최고 순위 |
| - | --------------- | ----------------------------------------------- | --------- |
| 1 | 2013년 1월 23일 | Dear Heaven                                     | 32위      |
| 2 | 2013년 5월 15일 | 片恋/Smile again 짝사랑/Smile again             | 20위      |
| 3 | 2013년 8월 21일 | Ocean Blue                                      | 29위      |
| 4 | 2013년 11월 6일 | Snow Flakes Love/一輪花 Snow Flakes Love/일륜화 | 16위      |
| 5 | 2014년 6월 4일  | Like a flower                                   | 15위      |
| 6 | 2016년 6월 22일 | SMILEY DAYS                                     | 21위      |
| 7 | 2016년 12월 7일 | 타이틀 미정                                     |           |

### 앨범

#### 오리지널 앨범
|   | 발매일           | 타이틀 | 최고 순위 |
| - | ---------------- | ------ | --------- |
| 1 | 2014년 12월 10일 | Luna   | 20위      |

#### 미니 앨범
|   | 발매일           | 타이틀 | 최고 순위 |
| - | ---------------- | ------ | --------- |
| 1 | 2015년 10월 28일 | S with | 20위      |